# Augustin de Saint-Aubin

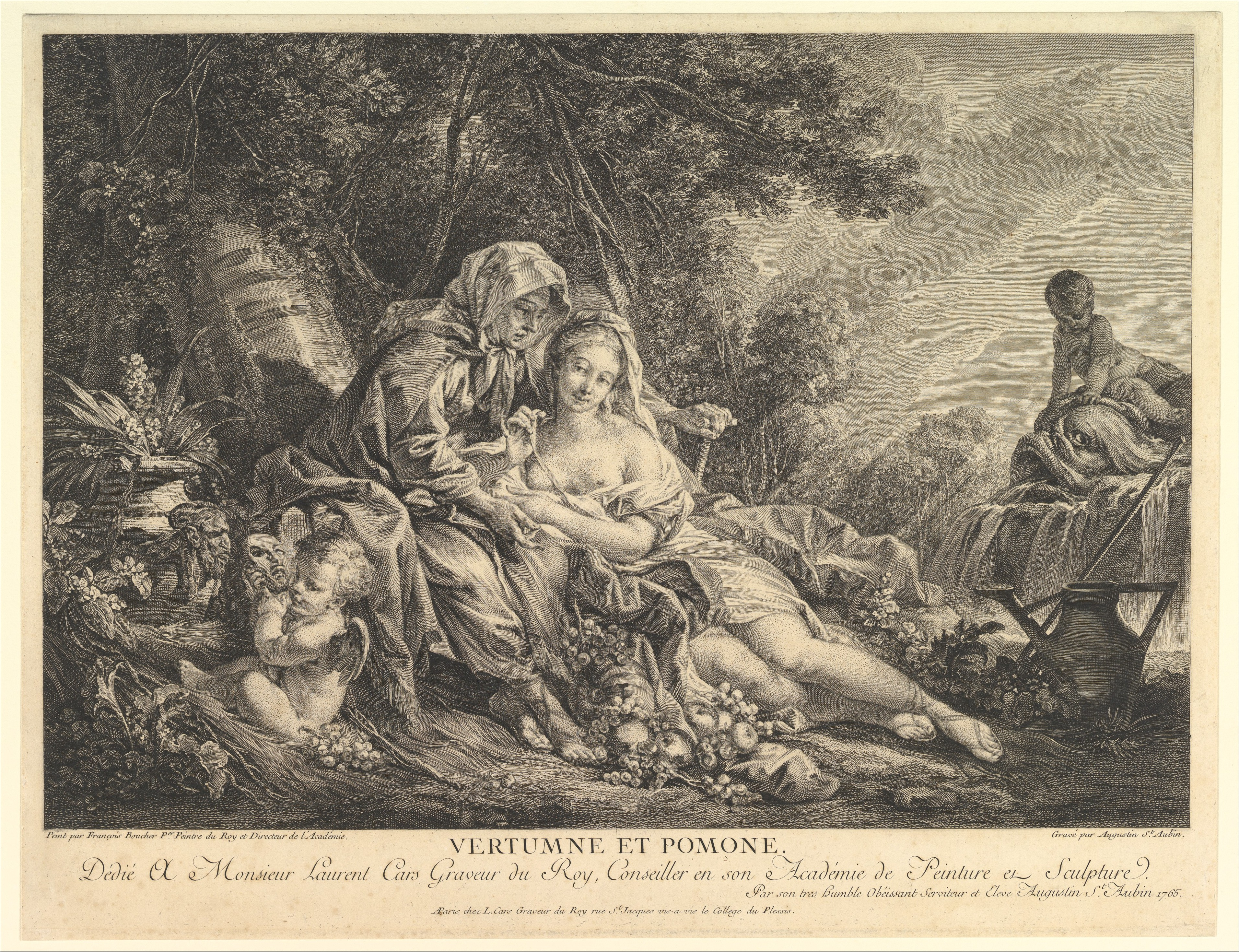
Vertumno y Pomona (1765), Museo Metropolitano de Arte, Nueva York

Augustin de Saint-Aubin (París, 3 de enero de 1736 - París, 9 de noviembre de 1808) fue un pintor y grabador francés. 

## Biografía
Miembro de una familia de artistas, era hijo de Gabriel-Germain de Saint-Aubin, bordador, y hermano de Gabriel-Jacques de Saint-Aubin, Charles-Germain de Saint-Aubin y Louis-Michel de Saint-Aubin, todos ellos artistas. Se formó inicialmente con su hermano mayor Gabriel, para estudiar después con Étienne Fessard (1755) y Laurent Cars (1764). Trabajó con Michel-Ange Slodtz en los Pequeños placeres del rey. Se dedicó sobre todo al dibujo y el grabado, trabajando de cronista de la sociedad de su tiempo: Concierto, Baile de gala (1773). Realizó una galería de retratos en medallones de personajes ilustres desde la Antigüedad hasta su tiempo.
En 1777 fue nombrado grabador de la Biblioteca Real.